# Andrena principalis
Andrena principalis är en biart som beskrevs av Laberge 1986. Andrena principalis ingår i släktet sandbin, och familjen grävbin. Inga underarter finns listade i Catalogue of Life.